# Федеральный институт промышленной собственности
Федеральное государственное бюджетное учреждение «Федеральный институт промышленной собственности» (ФИПС) — подведомственная организация Федеральной службы по интеллектуальной собственности. Является правопреемником созданного в 1960 году «Всесоюзного научно-исследовательского института государственной патентной экспертизы» (ВНИИГПЭ).
Целью создания института было: проведение подготовительных работ для осуществления Роспатентом юридически значимых действий, связанных с правовой охраной и защитой следующих результатов интеллектуальной деятельности и средств индивидуализации: изобретений, полезных моделей, промышленных образцов, товарных знаков, знаков обслуживания, наименований мест происхождения товаров, программ для ЭВМ, баз данных и топологий интегральных микросхем, а также получение и применение новых научных знаний для научно-технического обеспечения экспертизы результатов интеллектуальной деятельности и средств индивидуализации.
ФИПС — ключевое инфраструктурное звено системы обеспечения изобретательской, рационализаторской и инновационной деятельности в России, сочетающее в своей деятельности научно-исследовательские, экспертно-аналитические, правовые, коммуникационные, маркетинговые и другие направления патентного дела. Совместно с другими участниками данной профессиональной сферы (патентоведами, патентными инженерами, патентными поверенными, патентными аналитиками и др.) ФИПС опосредует коммуникации и взаимодействие изобретателей и рационализаторов с государством, которое в патентном деле представляет Роспатент. По мере развития международной патентной кооперации и повышением уровня взаимодействия с зарубежными патентными ведомствами и международными организациями ФИПС по поручению Роспатента расширяет спектр услуг для российских заявителей за рубежом и для зарубежных заявителей в России (см. напр. PCT, PCT-PPH).

## Виды деятельности (не полный список)
ФИПС принимает, регистрирует и проводит:
- экспертизу заявок на выдачу патента на изобретение, в том числе секретное, полезную модель, промышленный образец; заявок на государственную регистрацию товарного знака, знака обслуживания, наименования места происхождения товара и на предоставление исключительного права на него, а также заявок на предоставление исключительного права на ранее зарегистрированное наименование места происхождения товара, проверку заявок на государственную регистрацию программ для ЭВМ, баз данных, топологий интегральных микросхем (далее — заявки на результаты интеллектуальной деятельности и средства индивидуализации) и по их результатам подготавливает проекты решений Роспатента;
- информационные поиски по ходатайствам заинтересованных лиц;
- рассмотрение заявлений о признании товарного знака или обозначения общеизвестным в Российской Федерации товарным знаком и подготовку по результатам их рассмотрения проектов решений Роспатента;
- рассмотрение заявлений, ходатайств и подготовку проектов решений Роспатента, касающихся продления срока действия исключительного права на изобретение, промышленный образец, полезную модель, товарный знак, знак обслуживания, свидетельства об исключительном праве на наименование места происхождения товара, восстановления действия патента на изобретение, полезную модель, промышленные образец, а также досрочного прекращения действия патента в связи с неуплатой патентной пошлины;
- рассмотрение ходатайств о прекращении действия на территории Российской Федерации авторских свидетельств СССР на изобретения, свидетельств СССР на промышленные образцы и патентов СССР на изобретения, выданных на имя Государственного фонда изобретений СССР, с одновременной выдачей патентов Российской Федерации на оставшийся срок и подготовку по результатам их рассмотрения проектов решений Роспатента;[4]
- обучение по программам дополнительного профессионального образования (повышения квалификации и профессиональной переподготовки) в области интеллектуальной собственности, а с сентября 2023 г. — по программе высшего образования (магистратура) — «Инноватика».

## Центры ФИПС
- Всероссийская патентно-техническая библиотека
- Патентная аналитика
- Центры поддержки технологий и инноваций
- Палата по патентным спорам
- Научно-образовательный центр

## Филиалы и структурные подразделения вне г. Москва
- Тугулымский филиал ФГУ ФИПС
- Звенигородский филиал ФГУ ФИПС (ликвидирован)
- Сибирский центр ФГУ ФИПС Новосибирское отделение (отделение 10)
- Приволжский центр ФИПС
- Центр ФИПС в федеральной территории «Сириус»